# Music to Listen To...
Music to Listen to~Dance to~Blaze to~Pray to~Feed to~Sleep to~Talk to~Grind to~Trip to~Breathe to~Help to~Hurt to~Scroll to~Roll to~Love to~Hate to~Learn Too~Plot to~Play to~Be to~Feel to~Breed to~Sweat to~Dream to~Hide to~Live to~Die to~Go To (frequentemente abreviado para Music to Listen To... ou ~Go To~) é um lançamento comercial da banda de britânica de rock Bring Me the Horizon. Produzido pelo vocalista Oliver Sykes e pelo tecladista Jordan Fish, o material projeto teria como origem tanto em elementos retirados e ideias descartadas do álbum Amo, além de demos que haviam sido gravadas anteriormente. Lançado em 27 de dezembro de 2019 sem nenhum anúncio prévio. Sendo o projeto musical mais longo de Bring Me the Horizon, e conta com a colaboração de vários artistas, incluindo a cantora americana Halsey e a banda britânica Yonaka.
Music to Listen To… por ser abstrato, não há clareza se é um extended play ou um álbum. Sendo descrito como ambos por diversas fontes.

## Gravação
Apesar de ser mais longo do que qualquer um dos álbuns de estúdio da banda, Music to Listen To... foi comercializado como um EP, embora outras fontes tenham se referido a ele como um álbum. O lançamento vem logo após uma entrevista com o vocalista Oliver Sykes na qual ele discutiu os planos para lançamentos mais experimentais, afirmando "Não vamos fazer um álbum de novo, talvez nunca." Não foi anunciado até o dia de seu lançamento, com a banda postando "novo recorde lançado agora" em suas redes sociais.
Music to Listen To... sinalizou uma continuação do caminho mais colaborativo que explorado em Amo, a última das quais incluía recursos de Grimes e Dani Filth. A cantora pop Halsey é uma vocalista convidada na canção "¿", que Sykes e Fish conheceram ao produzir sua própria canção "Experiment on Me" para a trilha sonora do filme Birds of Prey. Outros artistas destacados incluem os companheiros de turnê anteriores Yonaka e Lotus Eater, bem como artista de hip hop Bexey.
Descrevendo o processo por trás do lançamento, Sykes disse que sua primeira ideia era fazer "um pouco como um álbum experimental, ou algo longo, usando bits e outras coisas do que temos do Amo ou demos e coisas assim. Quando nos reunimos se transformou em uma coisa totalmente diferente de qualquer outra, e nós simplesmente pilhamos com isso."

## Composição

### Influências, estilos e temas
Em uma grande mudança em relação aos trabalhos anteriores da banda, Music to Listen To... em grande parte evita o uso de guitarras e estruturas musicais tradicionais. Seu estilo foi descrito como eletropop, eletrônico, ambiente, experimental, e industrial.

### Gravação e reaproveitamento
Muito do material sobre Music to Listen To... foi concebido durante as sessões de composição e gravação de Amo. Várias músicas fazem referência ou amostra de material desse álbum: "Steal Something." contém elementos de "I Apologize If You Feel Something", "¿" interpola letras de "In the Dark" e "Why You Gotta Chick Me When I'm Down?" amostras de composições de "A Devastating Liberation". Simon K. do Sputnikmusic se referiu ao projeto como "Essencialmente[...] um álbuns de remixes".
"¿" Também apresenta "uma das primeiras coisas que Jordan [Fish] escreveu para a banda", um som principal usado na faixa do Sempiternal "Can You Feel My Heart". O grupo enviou uma demo da música para Halsey, que escreveu suas próprias letras e gravou os vocais. Sykes e Fish então retrabalharam a música em torno de sua performance. O monólogo de Sykes em "Underground Big {HEADFULOFHYENA}" foi gravado com Fish e o engenheiro de mixagem Dan Lancaster. Sykes estava "chapado" e conversando com os outros quando o computador em que estavam gravando travou, fazendo com que o instrumental criasse um loop "hipnótico" por vários minutos que Sykes gravou.

## Recepção da crítica
| Críticas profissionais | Críticas profissionais |
| Avaliações da crítica  | Avaliações da crítica  |
| Fonte                  | Avaliação              |
| ---------------------- | ---------------------- |
| AllMusic               | [ 10 ]                 |
| DIY                    | [ 11 ]                 |
| NME                    | [ 12 ]                 |
| Sputnikmusic           | [ 13 ]                 |

Music to Listen To… recebeu críticas polarizadas dos críticos. Alguns elogiaram sua experimentação, enquanto outros foram menos interessados no estilo e criticaram seu comprimento por ser muito extenso.
Em uma crítica de quatro estrelas para a NME, Ali Shutler chamou o lançamento de "experimento ousado" e o descreveu como uma "audição intensa e ocasionalmente confusa que definitivamente não será para todos". Uma crítica menos positiva de Simon K. do Sputnikmusic chamou o álbum de "desprovido de estrutura composicional, narrativa e fluxo" e resumiu-o como uma "piada de bêbado da qual a banda pode se arrepender". AllMusic também criticou o lançamento, afirmando que "à medida que as faixas passam uma para a outra, não há muito aqui para agarrar, fora dos grandes momentos que de repente incham e devoram os ouvintes".

## Lista de faixas
| N.º            | Título | Duração |  |
| 1.             | "Steal Something."                                                                                             | 10:12   |  |
| 2.             | "Candy Truck / You Expected: LAB Your Result: Green"                                                           | 7:15    |  |
| 3.             | "A Devastating Liberation"                                                                                     | 4:40    |  |
| 4.             | "¿" (com Halsey)                                                                                               | 5:13    |  |
| 5.             | "Underground Big {HEADFULOFHYENA}" (com Bexey e Lotus Eater)                                                   | 24:06   |  |
| 6.             | "Like Seeing Spiders Running Riot on Your Lover's Grave" (participação Happyalone)                             | 6:39    |  |
| 7.             | "Dead Dolphin Sounds 'Aid Brain Growth in Unborn Child' Virtual Therapy / Nature Healing 2 Hours" (com Toriel) | 10:10   |  |
| 8.             | "Tapes" (com Yonaka)                                                                                           | 7:18    |  |
| Duração total: | Duração total:                                                                                                 | 75:35   |  |

## Ficha técnica
Créditos adaptados do Tidal.
Bring Me the Horizon
- Oliver Sykes – vocais (1–3, 5–7), produtor de gravação, engenheiro de áudio, engenheiro de gravação
- Jordan Fish – programação, vocais de fundo (1, 6, 8), produtor, engenheiro, engenheiro de gravação
- Lee Malia – guitarra (1, 2, 7)
- Matt Kean (não oficialmente creditado)
- Matt Nicholls (não oficialmente creditado)

Músicos adicionais
- Simon Dobson – trompete (1, 3), fliscorne (3)
- William Harvey – viola (1), violino (3)
- Gavin Kibble – violoncelo (3)
- Madilyn Eve Cutter – violoncelo (3)
- Max Ruisi – violoncelo (3)
- Rachael Lander – violoncelo (3)
- Alexander Verster – contrabaixo (3)
- Jessica Price – contrabaixo (3)
- Lewis Reid – contrabaixo (3)
- Oliver Hickie – trompa (3)
- Jane Salmon – trombone (3)
- Ross Anderson – trombone (3)
- Victoria Rule – trompete (3)
- Anisa Arslanagic – viola (3)
- Benjamin Kaminski – viola (3)
- Mark Gibbs – viola (3)
- Agata Daraskaite – violino (3)
- Elena Abad – violino (3)
- Francesca Gilbert – violino (3)
- James Toll – violino (3)
- Kirsty Mangan – violino (3)
- Magdalena Loth-Hill – violino (3)
- Naomi Burrell – violino (3)
- Olivia Daisy Holland – violino (3)
- Halsey – vocais (4)
- Cameron Humphrey – bateria (5)
- Douglas Park – violão (5)
- Bexey – vocals (5)
- Jamie McLees – vocais (5)
- Fionn Tobin – vocais (6)
- Toriel – vocais (7)
- Yonaka – vocais (8)

Técnicos
- Ted Jensen – engenheiro de masterização
- Dan Lancaster – engenheiro de mixação
- Happyalone – produtor adicional (6)
- Alex Crosby – engenheiro de vocais (8)
- Rhys May – engenheiro assistente (2–8)